# Chiampo
Chiampo (Cianpo in veneto) è un comune italiano di 12 577 abitanti della provincia di Vicenza in Veneto.

## Geografia fisica
Il comune di Chiampo è situato nella zona mediana della Valle del Chiampo, una vallata posta ai margini dei Monti Lessini. La valle è delimitata a ovest dalla Val d'Alpone, a nord e a est dal fiume Agno, prima di aprirsi a sud in una vasta pianura che collega Verona e Vicenza presso Montebello. Il torrente Chiampo, da cui il paese prende il nome, scorre attraverso il territorio comunale ed è affluente del torrente Alpone (e, di conseguenza, subaffluente del fiume Adige), nel quale s'immette nei pressi di San Bonifacio, in provincia di Verona.
Si possono individuare due aree distinte nel comune:
- la zona montana, confinante con il sistema dei Lessini, è scarsamente popolata e poco sfruttata dall'uomo;
- il fondovalle, molto più popolato, ospita numerose attività agricole, industriali ed economiche, soprattutto nella sua parte meridionale.

Il comune di Chiampo ha molti comuni limitrofi: confina infatti a ovest e a nord-ovest con i comuni di San Giovanni Ilarione e Vestenanova (entrambi in provincia di Verona), a nord con i comuni di Nogarole Vicentino e San Pietro Mussolino e ad est e a sud con i comuni di Arzignano e Roncà.

## Storia

### Simboli
Lo stemma e il gonfalone sono stati concessi con regio decreto dell'8 maggio 1933.
Il gonfalone è un drappo di azzurro.
Lo stemma si ispira a un bassorilievo su cui era scolpita una capra saliente sostenente un'aquila tra le corna. L'immagine fu ritrovata all'inizio degli anni Trenta del XX secolo, in quella che si pensava fosse la vecchia sede del municipio e si ritenne che fosse il simbolo della comunità di Chiampo sotto il dominio della Repubblica Veneta. Si trattava in realtà dello stemma della nobile famiglia Capra di Vicenza, conservato in quello che era stato un laboratorio di marmo.

## Monumenti e luoghi d'interesse

### Architetture religiose

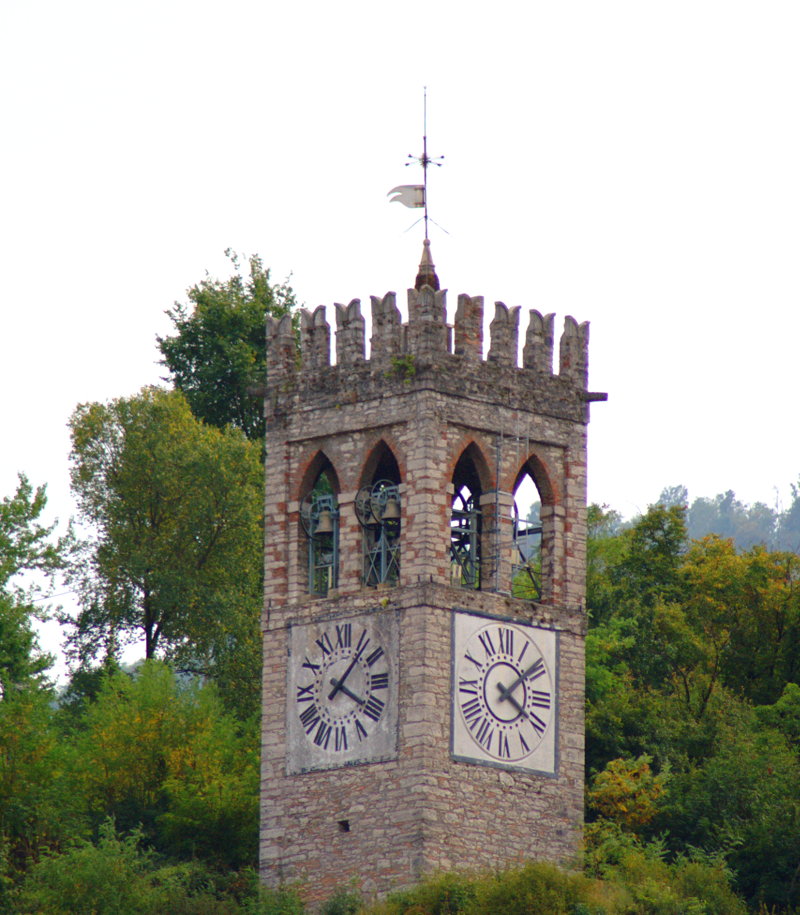
Campanile di Chiampo

Di particolare interesse storico culturale sono la chiesa di Santa Maria Assunta e San Martino e i 31 capitelli votivi, alcuni risalenti al XVII secolo, le 4 tavolette del XV secolo e le 25 nicchie nelle quali sono rappresentate la Madonna o il Crocifisso, a indicare quanto sia radicato il sentimento religioso in questa terra.
Santuario francescanoÈ presente un museo e la grotta di Lourdes, edificata nel 1935 da fra Claudio Granzotto, sepolto ai suoi piedi. In cemento e ferro, è una replica di quella presente sui Pirenei in Francia.

## Società

### Evoluzione demografica
Abitanti censiti

### Etnie e minoranze straniere
Secondo i dati ISTAT al 31 dicembre 2015 la popolazione straniera residente era di 1 812 persone. Le nazionalità maggiormente rappresentate in base alla loro percentuale sul totale della popolazione residente erano:
1. India: 671 (5,15%)
2. Serbia: 219 (1,68%)
3. Ghana: 169 (1,30%)
4. Burkina Faso: 135 (1,04%)
5. Bangladesh: 119 (0,91%)
6. Senegal: 119 (0,91%)
7. Romania: 77 (0,59%)
8. Albania: 46 (0,35%)
9. Marocco: 39 (0,30%)
10. Kosovo: 31 (0,24%)

## Infrastrutture e trasporti
Il trasporto pubblico a Chiampo è garantito da autocorse svolte dal servizio extraurbano di SVT (Società Vicentina Trasporti), che dal 2016 sostituisce FTV.
Fra il 1903 e il 1961 la città rappresentò uno dei capolinea settentrionali della tranvia Vicenza-Valdagno-Recoaro Terme/Chiampo, gestita anch'essa dalle FTV.

## Amministrazione

### Sindaci dal 1945
|                                                      | Attilio Nardi                           | Partito Comunista Italiano | 1945-1946      | CLN    |
|                                                      | Giuseppe Mazzocco                       | Democrazia Cristiana       | 1946-1947      | 1946   |
|                                                      | Ermenegildo Negro                       | Democrazia Cristiana       | 1947-1949      | (1946) |
|                                                      | Giuseppe Mazzocco                       | Democrazia Cristiana       | 1949-1951      | (1946) |
|                                                      | Isidoro Marchesini                      | Democrazia Cristiana       | 1951-1956      | 1951   |
|                                                      | Giuseppe Nicolato                       | Democrazia Cristiana       | 1956-1962      | 1956   |
| 1960                                                 | Giuseppe Nicolato                       | Democrazia Cristiana       | 1956-1962      |        |
|                                                      | Lorenzo Perazzolo                       | Democrazia Cristiana       | 1962-1970      | (1960) |
| 1964                                                 | Lorenzo Perazzolo                       | Democrazia Cristiana       | 1962-1970      |        |
|                                                      | Pietro Zanella                          | Democrazia Cristiana       | 1970-1975      | 1970   |
|                                                      | Elio Portinari                          | Democrazia Cristiana       | 1975-1977      | 1975   |
|                                                      | Albino Ferrari                          | Democrazia Cristiana       | 1977-1980      | (1975) |
|                                                      | Francesco Nicolato                      | Democrazia Cristiana       | 1980-1983      | 1980   |
|                                                      | Elio Portinari                          | Democrazia Cristiana       | 1983-1990      | (1980) |
| 1985                                                 | Elio Portinari                          | Democrazia Cristiana       | 1983-1990      |        |
|                                                      | Celestino Lovato                        | Democrazia Cristiana       | 1990-1994      | 1990   |
|                                                      | Filippo Rubino (Commiss. straordinario) | -                          | 1994           | -      |
| Sindaci eletti direttamente dai cittadini (dal 1994) |                                         |                            |                |        |
|                                                      | Giuliana Fontanella                     | Centro-destra              | 1994-2003      | 1994   |
| 1998                                                 | Giuliana Fontanella                     | Centro-destra              | 1994-2003      |        |
|                                                      | Massimo Confente                        | Centro-destra              | 2003-2008      | 2003   |
|                                                      | Antonio Boschetto                       | Centro-destra              | 2008-2013      | 2008   |
|                                                      | Matteo Macilotti                        | L.c. Nuova Chiampo         | 2013-2023      | 2013   |
| 2018                                                 | Matteo Macilotti                        | L.c. Nuova Chiampo         | 2013-2023      |        |
|                                                      | Filippo Negro                           | L.c. Scelgo Chiampo        | 2023-in carica | 2023   |